# Fernando Niño de Guevara

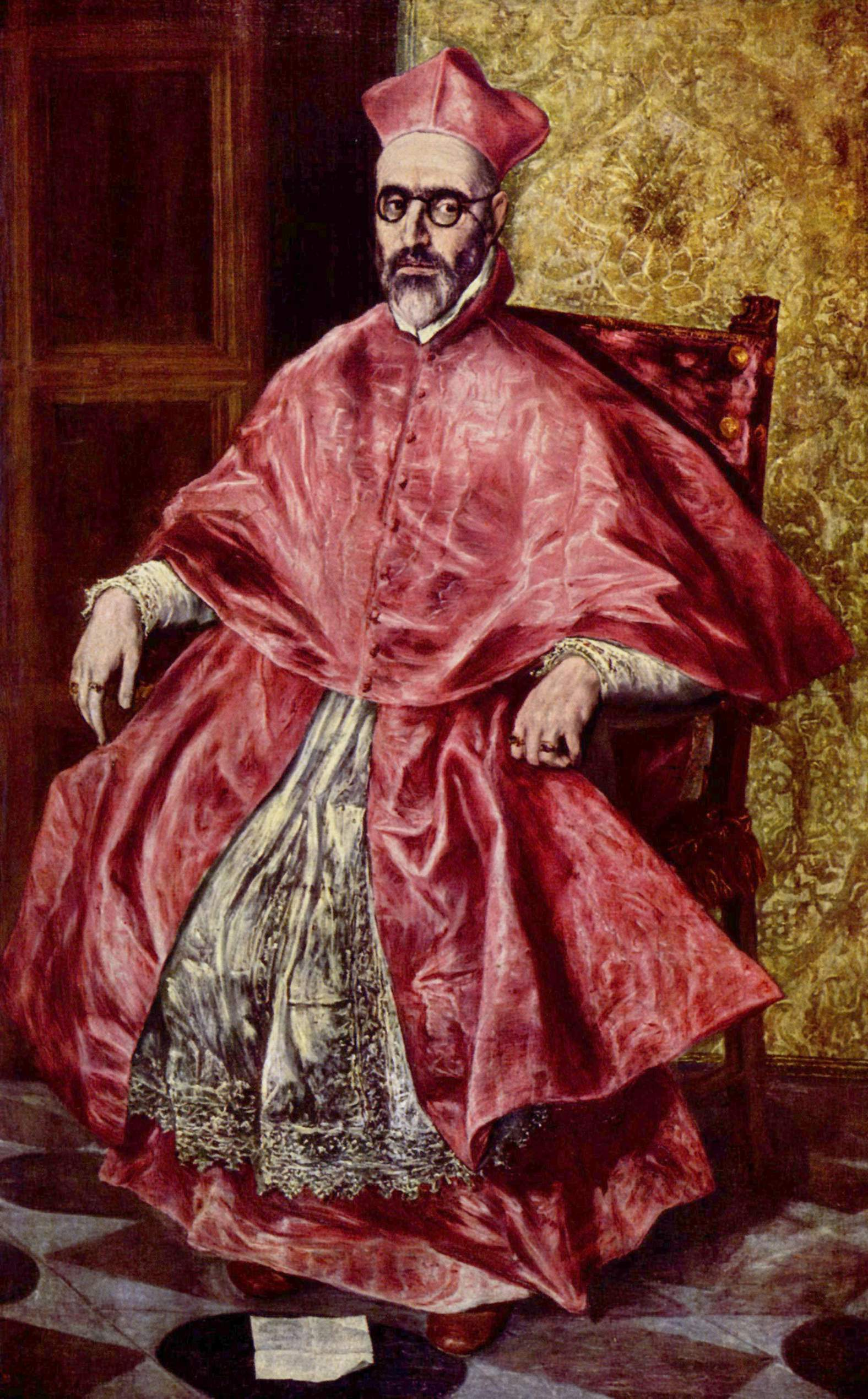
El Greco: Porträt Cardinal Fernando Niño de Guevara (um 1600)

Kardinalswappen (schematische Darstellung)

Fernando Niño de Guevara (* 1541 in Toledo; † 8. Januar 1609 in Sevilla) war Erzbischof von Sevilla (1601–1609) und spanischer Großinquisitor (1600–1602).

## Leben
Er entstammte einer aristokratischen Familie, studierte Recht in Salamanca und schloss dieses Studium mit einem Doktor im Doppelabschluss in sowohl Zivil- als auch kanonischem Recht ab. Früh in seinem Leben war er am spanischen Hof tätig und übte mehrere Funktionen aus. Am 5. Juni 1596 wurde er von Papst Clemens VIII. in Rom zum Kardinal erhoben. Von 21. April 1597 bis 8. Januar 1599 war er Kardinalpriester der Titelkirche San Biagio dell’Anello und danach Kardinalpriester von San Martino ai Monti. 1599 kehrte er nach Sevilla zurück und wurde dort 1600 zum Großinquisitor ernannt und am 30. April 1601 Erzbischof von Sevilla. Auf Wirken der Jesuiten verfügte Clemens kurze Zeit später seine Absetzung als Großinquisitor, die König Philipp III. 1602 durchsetzte. Bis zu seinem Tod blieb er aber Erzbischof von Sevilla.

## Porträt von El Greco
Bekannt ist Niño de Guevara vor allem durch das 1600 von El Greco angefertigte Porträt, das sich heute im Metropolitan Museum of Art in New York befindet. Die dargestellte Person wird traditionell mit Niño de Guevara identifiziert. Die – allerdings eher frei interpretierten – Umstände der Entstehung des Gemäldes nutzte Stefan Andres in seiner Novelle El Greco malt den Großinquisitor, um das Verhältnis von Kunst und Macht zu untersuchen.